# Estera-Stiftung

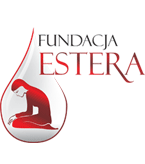
Logo der Stiftung

Die Estera-Stiftung (polnisch: Fundacja Estera) ist eine polnische humanitäre Organisation, die als Reaktion auf die humanitäre Krise in Syrien entstand.

## Geschichte
Die Stiftung wurde von der Islamgegnerin Miriam Shaded in Warschau gegründet und sorgte durch ihren Einsatz für die Rettung christlicher Syrer und ihren Transport nach Polen international für medialen Aufruhr. Von westlichen Medien wird sie hauptsächlich dafür kritisiert, dass ihre Hilfe nur an verfolgte Christen gerichtet sei.
Im Zusammenhang mit der europäischen Migrationskrise hat Miriam Shaded mit ihrer Estera-Stiftung rund 60 christliche Familien aus Syrien (insgesamt 174 Menschen) nach Polen geholt. Die Stiftung organisierte ihre Reise, ihre Unterkunft in Polen und kümmert sich finanziell um das Wohl der Familien, indem sie jede Familie mit 2600 Złoty pro Monat unterstützt.
Sie wirbt in Polen und verstärkt auch auf europäischer Ebene um die Intensivierung der Hilfen für die verfolgten Christen im Nahen Osten und der ganzen Welt. Zu diesem Zweck startete sie 2016 einen internationalen YouTube-Channel, auf dem ihre öffentlichen Auftritte und Diskussionen auf Deutsch und Englisch übersetzt werden.

## Stifterin
Die Stifterin Miriam Shaded sieht sich als Menschenrechtsaktivistin. Sie ist die Vorsitzende der Stiftung.

## Öffentliche Wahrnehmung
Zahlreiche internationale Medien beschrieben die Tätigkeit der Estera-Stiftung im Zusammenhang mit der Rettung christlicher Familien aus Syrien, darunter die Financial Times, Agence France-Presse, Euronews, Der Spiegel, Die Welt, Berliner Zeitung, Tages-Anzeiger, The Times of Israel, TheBlaze sowie politics.co.uk.
Im Jahr 2016 erschien Miriam Shaded auf der Titelseite des Wochenmagazins „Wprost“ (Nr. 10/2016 [1727]).
Durch ihre Äußerungen zur Migrationskrise bekam sie eine enorme Popularität, vor allem unter den Internauten.
Ein Teil ihrer Kritiker bezeichnete sie als „schönes Gesicht der Xenophobie“, wobei Shaded die Vorwürfe, sie sei xenophob, von sich wies.